# ヨッチャンの青春ド真中
『ヨッチャンの青春ド真中』（ヨッチャンのせいしゅんどまんなか）は、1980年10月6日から1984年9月28日まで、文化放送の制作でNRN系列各局で放送されていたラジオ番組。
本番組は、1984年10月1日より『野村義男の若葉女子高3年1組』（のむらよしおのわかばじょしこうさんねんいちくみ）と改題し、1985年3月29日まで放送。本項はこの両者について説明。

## 概要
本番組がスタートした1980年当時、パーソナリティの野村義男はたのきんトリオでも活動していた時期であった。THE GOOD-BYEとしてデビューして以降は、THE GOOD-BYEのメンバーも本番組に出演するようになった。
内容はリスナーからのはがき紹介が中心。音楽は野村の好みで、ビートルズ、ローリング・ストーンズ、ザ・タイガースなど懐かしめの洋楽・邦楽を良くかけていた。
はがきが採用されたリスナーには。「しあわせの黄色いハッピ」（背中に大きく○（丸）の中に「ヨ」の字が描かれたマークが入り、○（丸）の上に「夜はこれからてるてるワイド」という文字が入ったもの）がプレゼントされていた。
文化放送での放送時間は、最初は平日の24:10枠だったが、スタート6か月後の1981年4月からは2時間繰り上がって平日22:10枠の放送となり、『吉田照美のてるてるワイド』内の内包番組となった。森永製菓と東京ニューモードの複数社提供。1983年10月からは更に時間が繰り上がって平日21:25枠の放送になり、1984年10月より『野村義男の若葉女子高3年1組』に改題以降はまるか食品と篠崎製菓（現・ライオン菓子）の複数社提供となった。
本番組終了後も、野村は1985年4月から『ヨッちゃん・志穂のレブコスーパーサンデー』で、引き続き文化放送でパーソナリティを務めている。

## 主なコーナー
1981年当時
- 月曜：たのきん情報
- 火曜：初めての青春体験
内容は至って素朴に、リスナーそれぞれが「初めて何かをした」エピソードを募集。
- 水曜：三国一のたわけ者
リスナーから寄せられた失敗談やドジな話を紹介。最後にネタひとつひとつに対して「お前は本当にドジだ！三国一のたわけ者～！」といううなり声によって裁定される。
- 木曜：ヨッちゃん・ザ・ミュージック
野村にとっての思い出の曲や、最近テレビなどで歌った曲を弾き語りで聴かせる。
- 金曜：フリーコーナー
この1981年当時は、ブルマーなどに関する面白話が多く聴ける「青春パンツ情報」の企画がこのフリーコーナーで多く行われ、「パンツについてならどんなことでもぜひご一報を」と呼びかけられていた。
この他、ミニドラマもこのコーナー内で行われていた[8]。

1982年当時
- 月曜〜金曜：あなたの街の情報
- 月曜：ヨッちゃん・ザ・おたより
- 木曜：ハッピータイム

1983年当時
- 木曜：THE GOOD-BYEコーナー
THE GOOD-BYEのメンバーも総出演。コンサート情報の告知や、レコーディングの時の裏話やエピソードトークなど様々な話を披露する[3]。
他

## 放送されていた局
全て月曜〜金曜の放送。
- 文化放送（制作局）
  - 24:10 - 24:20（1980年10月〜1981年3月）
  - 22:10 - 22:20（1981年4月〜1983年9月）
  - 21:25 - 21:35（1983年10月〜1985年3月）
- 北海道放送：24:30 - 24:40（1983年4月〜1983年9月）
- 秋田放送
  - 21:30 - 21:40（1982年10月〜1983年3月）
  - 21:40 - 21:50（1983年4月から）
- 山形放送
  - 21:10 - 21:20（1981年10月〜1982年3月）
  - 21:30 - 21:40（1982年10月〜1983年3月）
  - 21:40 - 21:50（1983年4月から）
- 山梨放送
  - 21:30 - 21:40（1982年10月〜1983年3月）
  - 21:40 - 21:50（1983年4月〜1983年9月）
- 北日本放送
  - 21:00 - 21:10（1981年10月〜1982年3月）
  - 21:30 - 21:40（1982年10月〜1983年3月）
  - 21:40 - 21:50（1983年4月〜1984年3月）
- 北陸放送
  - 21:30 - 21:40（1982年10月〜1983年9月）
  - 21:40 - 21:50（1983年10月から）
- 長崎放送
  - 21:00 - 21:10（1982年10月〜1983年3月）
  - 21:30 - 21:40（1983年4月から）
- 大分放送：21:10 - 21:20（1981年10月〜1982年3月）
- 宮崎放送：21:10 - 21:20（1981年10月〜1982年3月）
- 南日本放送
  - 21:00 - 21:10（1981年10月〜1982年3月）
  - 21:30 - 21:40（1982年10月〜1983年3月）
  - 21:40 - 21:50（1983年4月から）